# エインシェント・バーズ
エインシェント・バーズ（Ancient Bards）は、イタリア出身のシンフォニックメタル・バンド。
女性ボーカルをフィーチュアし、オーケストレーションを大々的に導入したドラマティックなエピック・メタルを特徴としており、ラプソディー・オブ・ファイアのフォロワーの一つとされている。

## 略歴

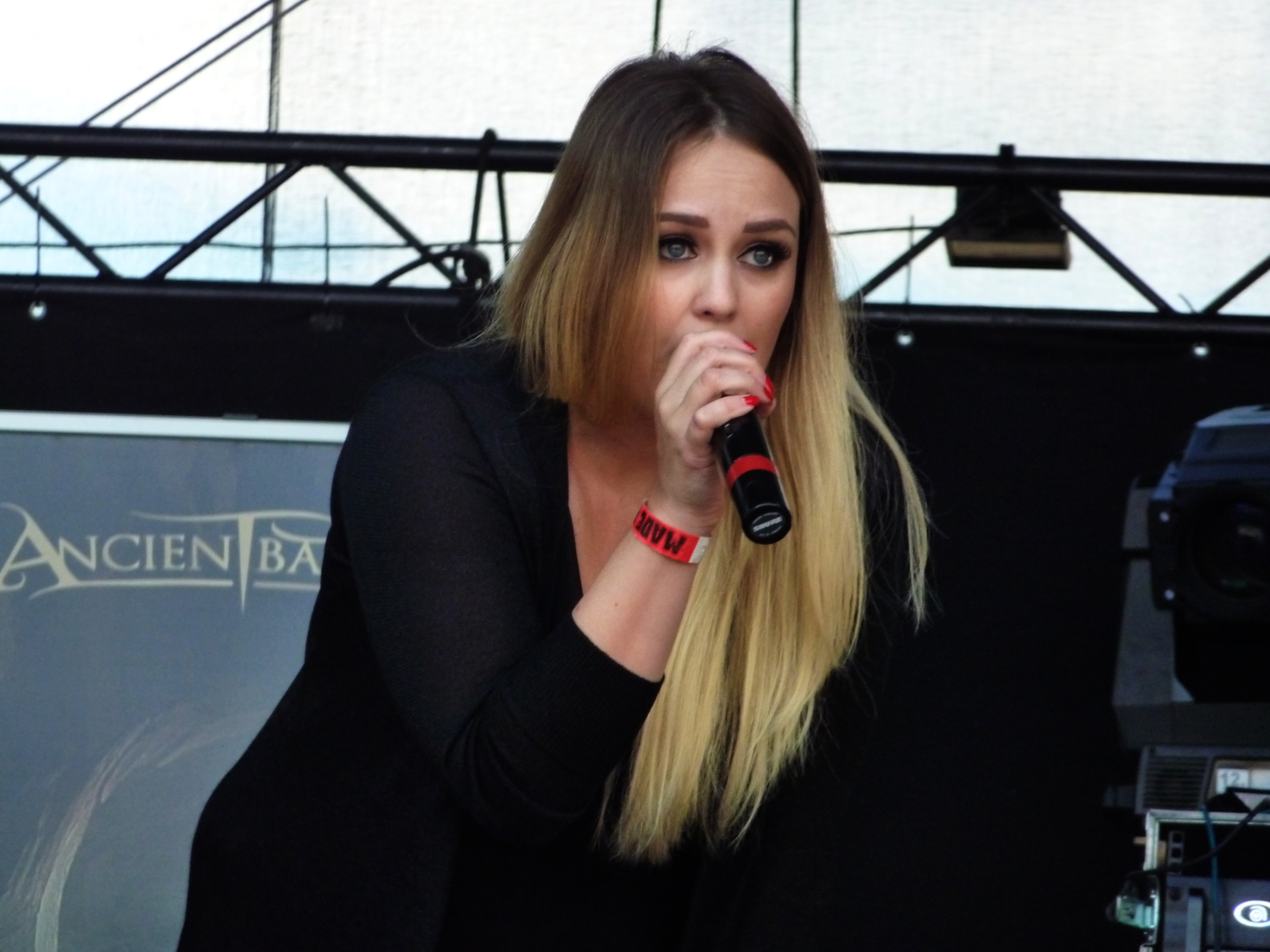
チェコ・ホドニーン公演 (2014年)

2006年、ダニエレ・マッツァ (キーボード)がマルティノ・ガラットーニ (ベース)と出会い、プロジェクトとしてバンドが始動する。
2007年、夏頃に女性ボーカリストのサラ・スクワドラーニ、クラウディオ・ピエトロニック (ギター)、ファビオ・バルドゥッチ (ギター)、アレッサンドロ・カリキーニ (ドラム)を加えて6人編成となり、デモEP『Trailer of the Black Crystal Sword Saga』の制作を開始する。
バンドの創設者であるダニエレ・マッツァがここに描き出したのは、北欧神話やケルトのイメージ、さらにRPGの傑作『ファイナルファンタジーシリーズ』にインスパイアされた壮大な幻想物語からの抜粋であった。
2008年春に、EP『Trailer of the Black Crystal Sword Saga』が完成し、雑誌やウェブで高い評価が寄せられた。ブッキング・エージェント「BLOGNA ROCK CITY」のサポートを得たバンドは、イタリア国内のフェスティバルやクラブでライブを行い、大きな反響を呼んだ（競演 : アルマー、チュリサス、OVER THE RAINBOW、ホワイト・スカル）。
2009年夏頃に、イタリアのエミリア＝ロマーニャ州のラヴェンナにある「FEAR STUDIO」でレコーディングに入る。エンジニアにはDGMのギタリスト、シモーネ・ムラローニが迎えられた（シモーネはアコースティックギターやコーラスでもゲスト参加している）。「LIMB MUSIC PRODUCTS」とディールを交わす。
2010年、ファースト・アルバム『ジ・アライアンス・オヴ・ザ・キングス』が完成し、メジャー・デビュー。
2011年、セカンド・アルバム『ソウルレス・チャイルド』をリリース。
2014年、サード・アルバム『ア・ニュー・ドーン・エンディング』をリリース。
2016年11月、初来日公演。

## 補足
デビュー・アルバムでスタートしたコンセプト・ストーリーは、ラプソディー（現ラプソディー・オブ・ファイア）の「エメラルド・ソード・サーガ (EMERALD SWORD SAGA)」にちなんだ、「ザ・ブラック・クリスタル・ソード・サーガ (THE BLACK CRYSTAL SWORD SAGA)」となっている。

## メンバー

### 現ラインナップ
- サラ・スクワドラーニ (Sara Squadrani) - ボーカル (2007年- )
- クラウディオ・ピエトロニック (Claudio Pietronik) - ギター (2007年- )
- マルティノ・ガラットーニ (Martino Garattoni) - ベース (2006年- )
- ダニエレ・マッツァ (Daniele Mazza) - キーボード (2006年- )
- フェデリコ・ガッディ (Federico Gatti) - ドラム (2013年- )

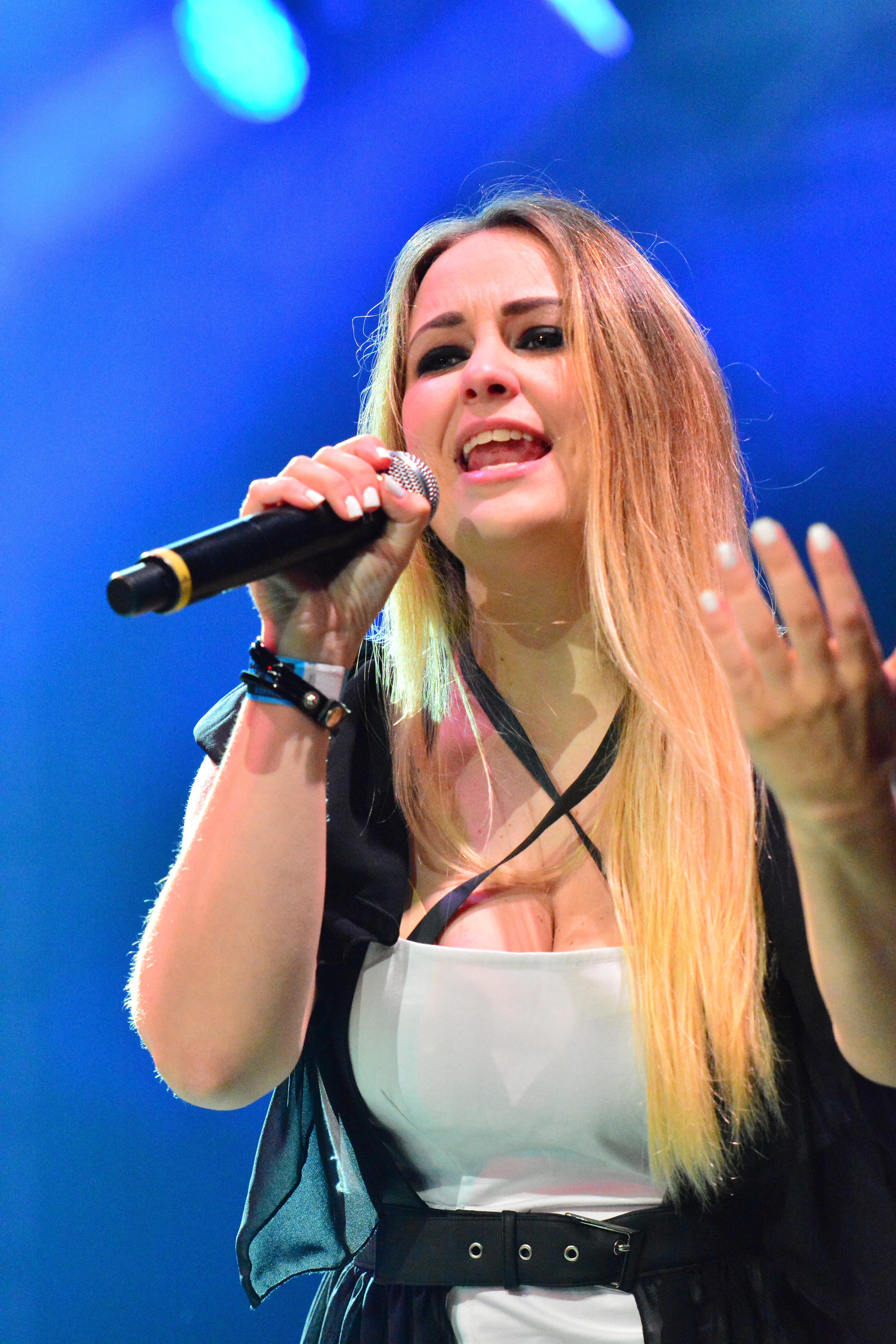
サラ・スクワドラーニ(Vo) 2015年

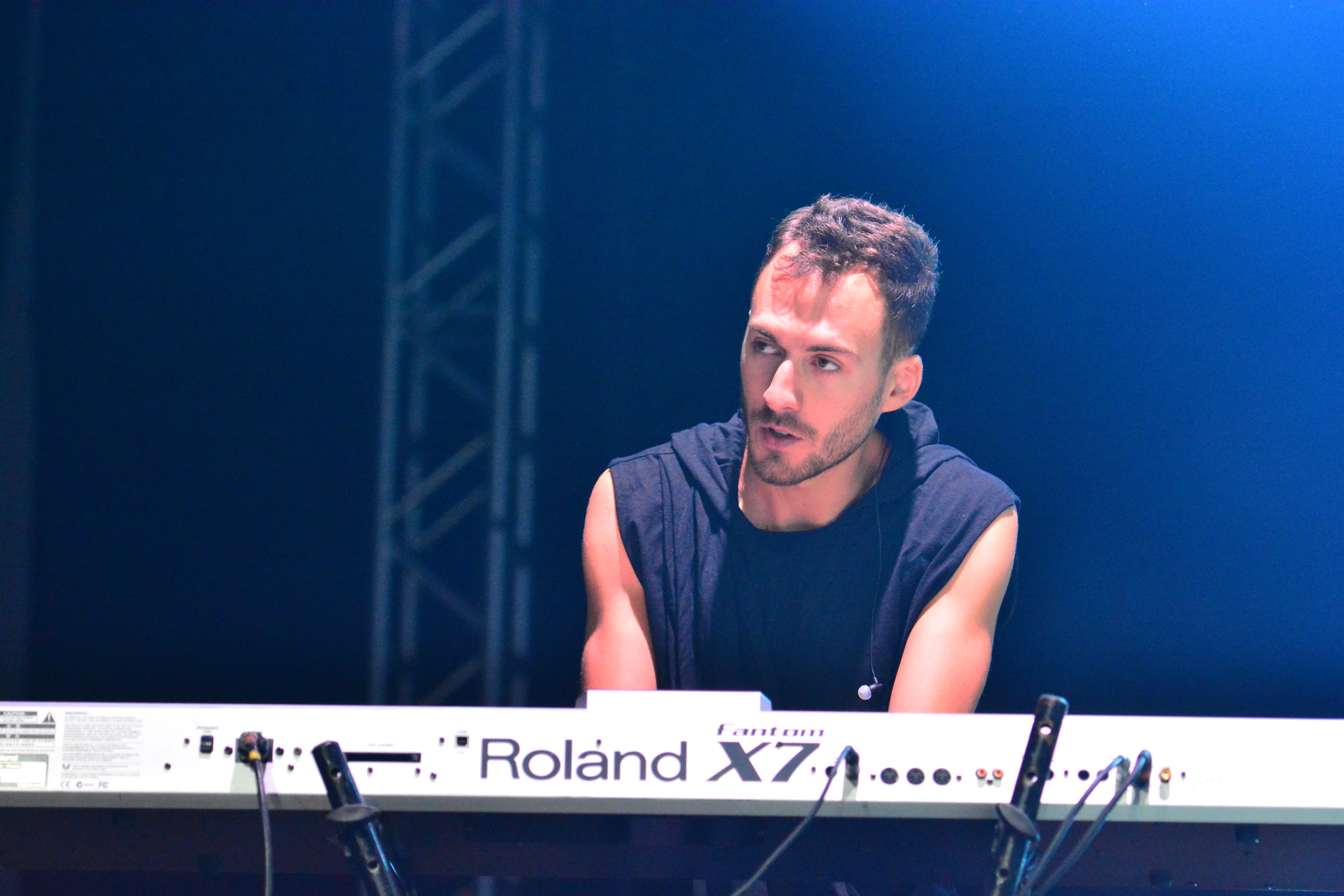
ダニエレ・マッツァ(Key) 2015年

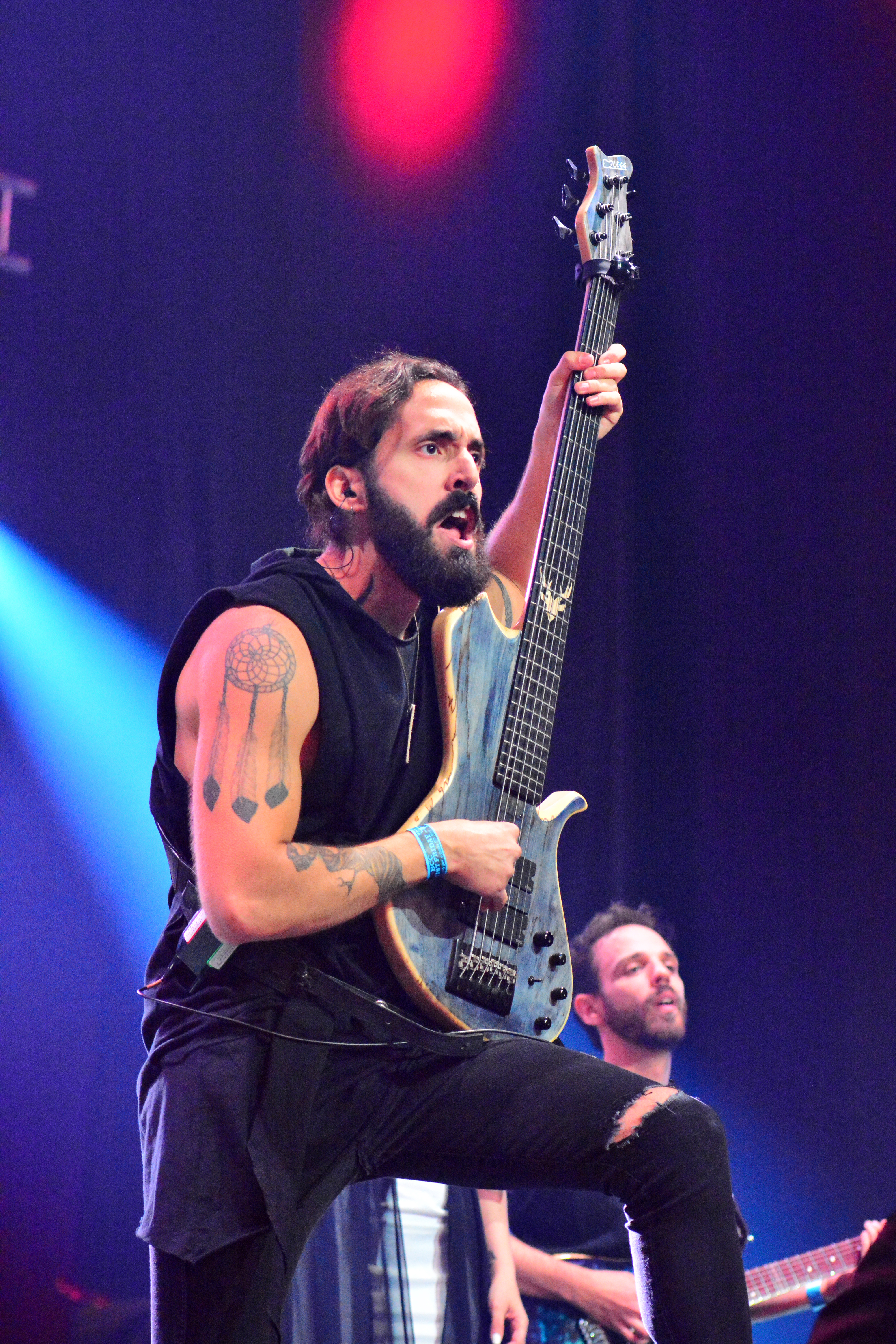
マルティノ・ガラットーニ(B) 2015年

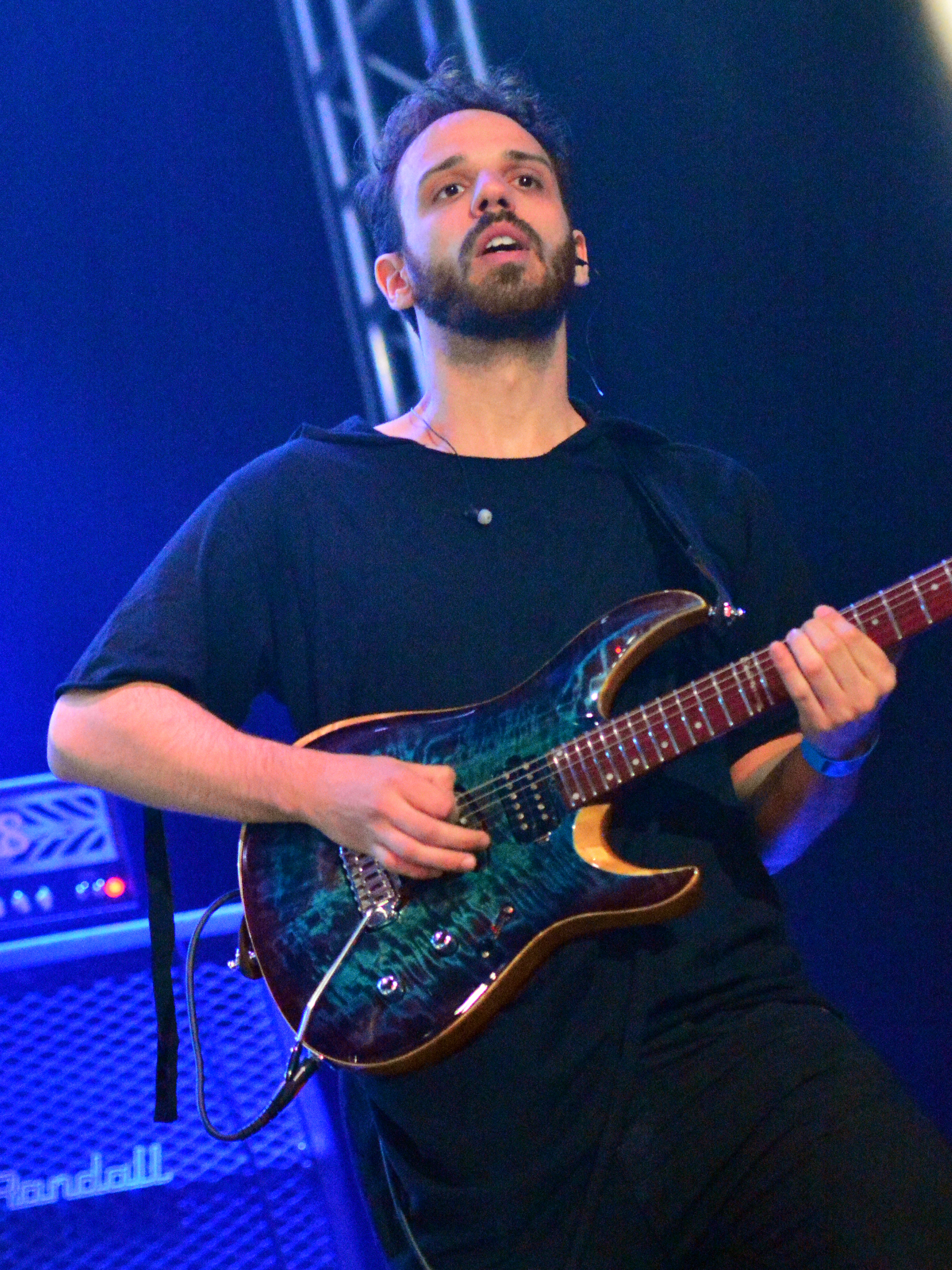
クラウディオ・ピエトロニック(G) 2015年

|  |  |  |  |  |

### 旧メンバー
- ファビオ・バルドゥッチ (Fabio Balducci) - ギター (2007年-2014年)
- アレッサンドロ・カリキーニ (Alessandro Carichini) - ドラム (2007年-2010年)

## ディスコグラフィ

### アルバム
- 『ジ・アライアンス・オヴ・ザ・キングス』 - The Alliance Of The Kings (2010年)
- 『ソウルレス・チャイルド』 - Soulless Child (2011年)
- 『ア・ニュー・ドーン・エンディング』 - A New Dawn Ending (2014年)
- 『オリジン - ザ・ブラック・クリスタル・ソード・サーガ・パート2』 - Origine - The Black Crystal Sword Saga Part 2 (2019年)

### EP
- Trailer of the Black Crystal Sword Saga (2008年)